# Bob Clark
Benjamin „Bob“ Clark (* 5. August 1939 in New Orleans, Louisiana als Benjamin Clark; † 4. April 2007 in Los Angeles, Kalifornien) war ein US-amerikanischer Filmregisseur, Drehbuchautor und Filmproduzent.

## Leben
Nach der Highschool besuchte Clark das Hillsdale College in Michigan. Später studierte er an der University of Miami Theater; dort traf er auch seinen oftmaligen Drehbuchpartner Alan Ormsby. Viele seiner frühen Filme produzierte er in Kanada.
Bob Clark und sein 22-jähriger Sohn Ariel kamen in der Nacht zum 4. April 2007 bei einem Frontalzusammenstoß mit einem vermutlich betrunkenen Autofahrer auf dem Pacific Coast Highway bei Pacific Palisades, Los Angeles, ums Leben. Ariel Clark hatte in einigen Filmen seines Vaters mitgespielt, sich aber letztlich für ein Musikstudium entschieden. Bob Clark hinterließ einen weiteren Sohn, Michael Clark.

## Werk
Bekannt wurde Clark durch die Komödie Fröhliche Weihnachten, sowie das Drama Ein Sommer in Manhattan, in dem Jack Lemmon die Hauptrolle spielte und für das er eine Oscar-Nominierung erhielt. Kommerziell erfolgreich waren vor allem der 1982 entstandene Film Porky’s und die im Jahr darauf gedrehte Fortsetzung Porky’s II – Der Tag danach, bei denen er ebenfalls Regie führte. Seit Mitte der 1990er Jahre arbeitete er vornehmlich für das Fernsehen.
Bob Clark wurde allerdings auch zwei Mal für die Goldene Himbeere nominiert, und zwar als „schlechtester Regisseur“ für Der Senkrechtstarter und Superbabies: Baby Geniuses 2.

## Filmografie (Auswahl)
- 1967: She-Man
- 1972: Children Shouldn’t Play with Dead Things
- 1974: Deathdream (Dead of Night)
- 1974: Jessy – Die Treppe in den Tod (Black christmas)
- 1976: Breaking Point
- 1979: Sherlock Holmes: Mord an der Themse (Murder by Decree)
- 1980: Ein Sommer in Manhattan (Tribute)
- 1982: Porky’s
- 1983: Porky’s II: Der Tag danach (Porky’s II: The Next Day)
- 1983: Fröhliche Weihnachten (A Christmas Story)
- 1984: Der Senkrechtstarter (Rhinestone)
- 1985: Das Schlitzohr (Turk 182)
- 1987: Karriere mit links (From the hip)
- 1990: Der Harte und der Zarte (Loose Cannons)
- 1993: Die Stunde der Wahrheit (The American clock)
- 1994: Vorsicht Nachbarn (It runs in the family)
- 1996: Vergessene Schrecken (Stolen memories: Secrets from the rose garden)
- 1998: Die Entführung von Häuptling Rothaut (The ransom of Red Chief)
- 1999: Baby Geniuses
- 2000: Tausche Hollywood gegen Liebe (Catch a falling star)
- 2004: Superbabies: Baby Geniuses 2